# John Ousterhout
John Kenneth Ousterhout (n. 15 de octubre de 1954) es el presidente de Electric Cloud, Inc. y profesor de ciencias computacionales en la Universidad de Stanford. Fundó Electric Cloud con John Graham-Cumming. Ousterhout anteriormente fue profesor de ciencias computacionales en la Universidad de California, Berkeley, donde creó el lenguaje de secuencias de comandos Tcl y Tk la plataforma independiente del conjunto de herramientas de widgets. Ousterhout también dirigió el grupo de investigación que diseñó el sistema operativo Sprite experimental y el primer registro de estructura del sistema de archivos. Ousterhout es también el autor original del programa de diseño VLSI Magia asistido por ordenador.
Recibió su licenciatura en Física por la Universidad de Yale en 1975, y su doctorado en ciencias de la computación de Carnegie Mellon University en 1980.
Ousterhout recibió el Premio Grace Murray Hopper en 1987 por su trabajo en sistemas CAD-por muy gran escala de circuitos integrados. En el mismo trabajo, lo instalaron en 1994 como miembro de la Association for Computing Machinery. Ousterhout es miembro de la Academia Nacional de Ingeniería.
En 1994, Ousterhout dejó Berkeley para unirse a Sun Microsystems Laboratories, que contrató a un equipo para unirse a él en el desarrollo de Tcl. Después de varios años en Sun, se fue y cofundó Scriptics, Inc. (más tarde rebautizado Soluciones Ajuba) en enero de 1998 para proporcionar las herramientas profesionales de desarrollo Tcl y la mayoría del equipo de Tcl lo siguió de Sun. Ajuba fue adquirida por Interwoven en octubre de 2000. Se unió a la facultad de la Universidad de Stanford en 2008.